# Kariatebike
Kariatebike è un villaggio gilbertese, capoluogo di Abemama.
Nel villaggio sono presenti gli edifici amministrativi di Abemama, l'ufficio di polizia e l'ospedale.

## Storia
Nel 1941 durante la Seconda guerra mondiale fu conquistato dai giapponesi.
Il 21 novembre 1943 un battaglione di Marines sbarcò sull’isola con l’intento di riconquistarla.
La presa dell’isola fu completata 4 giorni dopo quando gli americani appresero che l’intera guarnigione Giapponese si era suicidata.

## Geografia fisica
Kariatebike confina a nord con il villaggio di Tabontebike e a sud con il villaggio di Bangotantekabaia mentre ad Est ed Ovest confina con l’Oceano Pacifico.
Nel villaggio non sono presenti rilievi montuosi o collinari.

## Clima
Nel villaggio si registrano delle temperature minime di 24º e delle temperature massime di 33º.

## Società

### Evoluzione demografica
Il numero degli abitanti a Kariatebike è andato calando man mano che passavano gli anni, nel 2010 contava 505 abitanti mentre nel 2023 ne conta 140.

### Religione
A Kariatebike è presente la chiesa cattolica di Abemama.

### Cucina
Il piatto tipico del posto è il Te tuae una particolare pasta essiccata di frutta, che grazie alla sua lavorazione può essere conservata per tempi molto lunghi.

## Diritti civili

### Diritti LGBT
Nel paese l'omossesualità maschile è illegale mentre quella femminile no.

## Rete stradale
A Kariatebike passa la Abemama Eastern Road che è insieme alla Abemama Western Road la strada più importante di tutto l’Atollo.

## Monumenti e luoghi d’interesse
- Tomba di King Binoka

Ex re di Abemama la sua tomba attualmente si trova a Kariatebike.

## Sport
A Kariatebike ha sede l’Abemama FC che attualmente milita nella massima serie del campionato di calcio di Kiribati e nel 2017 ha raggiunto la semifinale di Te Runga Cup.